# Colum McCann
Colum McCann (Dublín - 28 de febrero de 1965) es un escritor irlandés de ficción literaria que vive en Nueva York. Es cofundador y presidente de Narrative 4, una organización internacional sin fines de lucro que educa en empatía. También es escritor residente de Thomas Hunter en Hunter College, Nueva York. Es conocido como un escritor internacional que cree en la «democracia de la narración». Entre sus numerosos honores se encuentran el Premio Nacional del Libro de Estados Unidos, el Premio Literario Internacional IMPAC de Dublín, varios premios europeos importantes y una nominación al Óscar.
El trabajo de McCann se ha publicado en más de 40 idiomas y ha aparecido en The New York Times, New Yorker, Esquire, Paris Review, The Atlantic Monthly, Granta, así como en otras publicaciones internacionales.
McCann es autor de siete novelas, entre ellas Apeirogon (2020), TransAtlantic (2013) y Let the Great World Spin (2009), ganadora del Premio Nacional del Libro. También ha escrito tres colecciones de cuentos, incluida Trece maneras de mirar, publicada en octubre de 2015. Su próximo libro, American Mother, se publicará en enero de 2024 y cuenta la historia de Diane Foley, cuyo hijo, James Foley, fue capturado y asesinado por ISIS mientras se desempeñaba como reportero de guerra independiente en Siria. Su próxima novela, Twist, se lanzará en 2025.

## Primeros años de vida

### Irlanda
McCann nació en 1965 en Dublín. El cuarto de cinco hijos, creció en Deansgrange, un suburbio al sur de la ciudad. Su madre era de Derry, en Irlanda del Norte, y McCann pasaba los veranos con su familia allí. Su padre, Sean McCann, era el editor de artículos del Dublin Evening Press y un autor prolífico. McCann recuerda con cariño haber seguido a su padre por la sala de redacción y haber visto el proceso de escritura en acción, comenzó su andadura como escritor a los once años, cuando andaba en bicicleta por el barrio de Dún Laoghaire, informando sobre partidos de fútbol local para la prensa irlandesa.
A pesar del consejo de su padre de «no convertirse en periodista», McCann comenzó su carrera como redactor de periódicos. Estudió periodismo en la Facultad de Comercio de Rathmines, Dublín (ahora parte de la Universidad Tecnológica de Dublín). Mientras estaba en la escuela, escribió para varios periódicos irlandeses, incluidos el Irish Independent y el Evening Herald, y en 1983 fue nombrado «Joven Periodista del Año». Ha dicho que su paso por los periódicos irlandeses le brindó una excelente plataforma desde la cual lanzar su carrera en la ficción.

### Estados Unidos
McCann se mudó a los Estados Unidos en el verano de 1986 para convertirse en escritor de ficción. Primero vivió en Hyannis, Massachusetts, donde trabajó en un campo de golf y como taxista. Ese verano, compró una máquina de escribir e intentó escribir «la gran novela irlandesa americana», pero rápidamente se dio cuenta de que no estaba a la altura de la tarea y que necesitaría «obtener algo de experiencia más allá de mi inmediato mundo de pan blanco». Entre 1986 y 1988 recorrió Estados Unidos en bicicleta, recorriendo 12.000 kilómetros (unas 8.000 millas). «Parte del motivo del viaje fue simplemente expandir mis pulmones emocionalmente», dijo, para entrar en contacto con lo que llama «una verdadera democracia de voces».
Durante el viaje, permaneció en pueblos nativos americanos en Gallup, Nuevo México, vivió con amish en Pensilvania, arregló bicicletas en Colorado y cavó zanjas para ayudar a combatir incendios en Idaho. Descubrió que las personas que conocía le confiaban sus secretos más profundos, aunque se acabaran de conocer. Él atribuye a esas voces — y a ese viaje — el desarrollo de su capacidad para escuchar a otras personas.
En 1988, se mudó a Brenham, Texas, donde trabajó como educador en áreas silvestres con delincuentes juveniles. Pasó dos años terminando su educación universitaria en la Universidad de Texas en Austin y fue incluido en Phi Beta Kappa. Mientras estaba en la universidad, una historia que publicó en una revista literaria del campus se incluyó en Best Short Stories of 1993 del Reino Unido, un éxito temprano en su joven carrera literaria.

## Carrera

### Obras tempranas
En 1993, McCann se mudó a Japón con su esposa Allison, con quien se había casado el año anterior. La pareja enseñó inglés y McCann trabajó en terminar su primera colección de cuentos, Fishing the Sloe-Black River, y comenzó su primera novela, Songdogs. Después de un año y medio, la pareja regresó a la ciudad de Nueva York, donde todavía residen con sus tres hijos — Isabella, John Michael y Christian —. En 1994, tras la publicación de Fishing the Sloe-Black River, McCann ganó el Premio Rooney, que se otorga a un «escritor irlandés emergente menor de cuarenta años» con «una obra destacada».
Aunque los primeros trabajos de McCann recibieron buenas críticas, no tuvieron el suficiente éxito comercial como para sustentarlo a tiempo completo. A lo largo de la década de 1990, McCann escribió obras de teatro y guiones cinematográficos, incluida la película biográfica de Veronica Guerin When the Sky Falls y la obra Flaherty's Windows, que se presentó durante seis semanas off-Broadway.

### A la búsqueda del éxito como novelista
This Side of Brightness (1998) fue su primer éxito de ventas internacional. La novela gira en torno al metro de la ciudad de Nueva York, siguiendo a los «sandhogs» que construyeron sus túneles a principios del siglo XX y a las personas sin hogar que vivían en los túneles en los años ochenta. Se inspiró en dos casos de principios del siglo XX en los que hombres fueron arrojados de los túneles del metro a los ríos debido a explosiones. Mientras investigaba para la novela, McCann descendió a los túneles del metro tres o cuatro veces por semana. Recordó que «ser irlandés me ayudó — nunca me vieron como parte del orden establecido, del sistema. Estaba afuera. Y ellos también eran extraños. Muy a menudo me sentí alineado con las personas que vivían bajo tierra».
En 2000, McCann lanzó Everything in This Country Must, una colección de dos cuentos y una novela corta sobre el conflicto norirlandés, manteniendo «una distancia imaginativa» entre la realidad y su escritura, un sentimiento común en sus obras. McCann se asoció con Gary McKendry para convertir la historia principal de la colección en un cortometraje. Después de su estreno en 2004, la película fue nominada al Óscar al mejor cortometraje en la 77.ª edición de los Premios de la Academia.
La próxima novela de McCann, Dancer, es un relato ficticio sobre Rudolf Nuréyev. McCann pasó el verano de 2001 enseñando inglés en Rusia investigando para la novela. El libro se publicó en el décimo aniversario de la muerte de Nureyev.
Para su novela Zoli de 2006, McCann amplió temas previamente explorados como el exilio, la exclusión social, la empatía y la ficción de acontecimientos históricos. El personaje principal es una ficción del poeta polaco-romaní Bronisława Wajs (Papusza). Mientras investigaba para la novela, McCann pasó dos meses en Europa visitando campos pueblos gitanos.

### Let the Great World Spiny el reconocimiento internacional
Su séptimo libro (su quinta novela) lo lanzó al centro de la atención internacional. Let the Great World Spin está ambientada el 7 de agosto de 1974, la mañana en que Philippe Petit caminó sobre una cuerda floja entre las Torres Gemelas del World Trade Center en la ciudad de Nueva York. La novela sigue a personajes que viven en la ciudad de Nueva York, algunos de los cuales vieron el paseo de Petit. El libro es una alegoría del 11 de septiembre, pero solo menciona los ataques en una línea. El suegro de McCann trabajaba en la Torre Norte y caminó hasta el apartamento de McCann en el Upper East Side después de escapar del edificio. La pequeña hija de McCann dijo que su abuelo estaba «ardiendo de adentro hacia afuera», una frase que a McCann le pareció una hermosa metáfora de la nación.
Let the Great World Spin fue recibido con gran éxito de crítica y ganó el Premio Nacional del Libro de Ficción de 2009, siendo McCann el primer escritor irlandés en hacerlo. La novela también ganó el Premio Literario Internacional de Dublín 2011, entre muchos otros. J. J. Abrams habló sobre trabajar con McCann para convertir la novela en una película.

### Escritos de la década de 2010
En 2010, McCann se expresó en un medio diferente, colaborando con Alonzo King para montar un ballet titulado Writing Ground. El espectáculo, parte de los Ballets de Monte-Carlo, fue organizado por Alonzo King LINES Ballet. La poesía de McCann está en el programa del ballet, pero no se pronuncia en los bailes. En cambio, los bailes estaban ambientados con música sacra de diferentes culturas globales. 
En 2013, McCann publicó su octavo libro, TransAtlantic. Como muchos de los otros libros de McCann, la novela utiliza múltiples personajes y voces para contar una historia basada en hechos reales. El libro cuenta las historias entrelazadas de Alcock y Brown (los primeros viajeros transatlánticos sin escalas en 1919), la visita de Frederick Douglass a Irlanda en 1845/46 y la historia del proceso de paz irlandés negociado por el senador George Mitchell en 1998. Al principio, McCann pensó en escribir simplemente sobre la visita de Douglass, pero dijo: «entonces habría sido una novela histórica y... odio el término... Parece impregnado de gelatina. Quiero decir, de todos modos, toda novela es una novela histórica. Pero llamar a algo novela histórica parece ponerle guantes, ¿verdad? Le pone modales. Y no quieres que tus novelas sean modales». McCann vivía a pocas cuadras del senador Mitchell en la ciudad de Nueva York, pero no lo conoció hasta que terminó un borrador del libro.
En el verano de 2014, McCann fue agredido afuera de un hotel en New Haven, Connecticut, mientras intentaba ayudar a una mujer que estaba siendo golpeada en la calle. McCann dijo a The Irish Times que «la ironía de todo esto es que estaba en una conferencia sobre "empatía" en la Universidad de Yale con una organización sin fines de lucro en la que estoy involucrado, Narrative 4». En este punto, ya había comenzado a escribir su siguiente colección de cuentos, Thirteen Ways of Looking. El libro contiene tres cuentos y una novela corta, cada uno de los cuales comienza con una estrofa del poema de Wallace Stevens, Thirteen Ways of Looking at a Blackbird. Aunque la historia principal trata sobre un asalto en la calle, él la escribió antes de ser atacado. Después del lanzamiento de Thirteen Ways of Looking en octubre de 2015, ganó un premio Pushcart. El cuento «Sh'khol» fue incluido en The Best American Short Stories 2015. La historia What Time is it Now, Where You Are fue preseleccionada para el Writing.ie Short Story del año 2015  y para el premio Sunday Times EFG Short Story Award 2016.
Cada semana a lo largo de 2016, McCann escribió una publicación en su blog dando un consejo a escritores jóvenes. La colección editada, Letters to a Young Writer, fue publicada por Random House en 2017.
En 2019, McCann volvió a escribir obras de teatro y colaboró con Aedin Moloney para escribir Yes! Reflections of Molly Bloom. La obra unipersonal está adaptada de la novela Ulises de James Joyce y se centra en el soliloquio de Molly Bloom. Se presentó en el Irish Repertory Theatre en 2019, en línea en 2020 y nuevamente en el Irish Rep en 2022.

### Década de 2020: Apeirogon y otros trabajos
A finales de la década de 2010, McCann viajó al Oriente Medio y comenzó a trabajar en su octava novela, Apeirogon. En las primeras etapas de la escritura, dijo: «Voy a escribir una novela que no tenga la solución de dos Estados, sino la solución de dos pisos». Publicado en febrero de 2020, el libro narra la historia de dos hombres, uno israelí y otro palestino, cuyas hijas murieron en el conflicto palestino-israelí. Rami Elhanan, un diseñador gráfico israelí, perdió a su hija a manos de un terrorista suicida palestino. Bassam Aramin, un académico palestino y ex prisionero político, perdió a su hija a causa de una bala de goma de las FDI. La pareja se conoció en el Círculo de Padres, un grupo intercultural donde los padres cuyos hijos murieron debido al conflicto pueden reunirse y compartir sus historias. McCann llama a Apeirogon su «novela narrativa 4» debido a su enfoque en la empatía y las conexiones poco probables. Apeirogon fue recibido positivamente, logrando un lugar en la lista larga del Premio Booker y ganando el Premio al mejor libro extranjero.
Su próximo libro, American Mother, se publicó en enero de 2024. Cuenta la historia de Diane Foley, cuyo hijo, James Foley, fue capturado y asesinado por ISIS mientras trabajaba como reportero de guerra independiente en Siria. Foley fue fotografiado una vez mientras leía Let the Great World Spin, que dejó atónito a McCann después de su muerte: «Hay una fotografía de él en línea leyendo mi libro, Let the Great World Spin, y eso me sorprendió, quedé absolutamente impactado. Estaba leyendo reportages cuando  informaron que lo habían matado, vi esta fotografía y el libro que estaba leyendo».
Su próxima novela, Twist, se lanzará en 2025.

## En la cultura popular
McCann solía escribir en un apartamento del noveno piso, sentado con un dispositivo informático en el regazo en el suelo de un armario sin ventanas situado entre «dos paredes muy estrechas», rodeado de mensajes escritos por él mismo y por otros.
«Creo en la democracia de la narración», dijo McCann en una entrevista de 2013. «Me encanta el hecho de que nuestras historias puedan cruzar todo tipo de barreras y fronteras».
«Los mejores escritores intentan convertirse en historiadores alternativos», dijo McCann. «Mi percepción de la Gran Depresión está guiada por las obras de Doctorow, por ejemplo. Mi percepción de Dublín a principios del siglo XX está guiada casi por completo por mi lectura de "Ulises"».

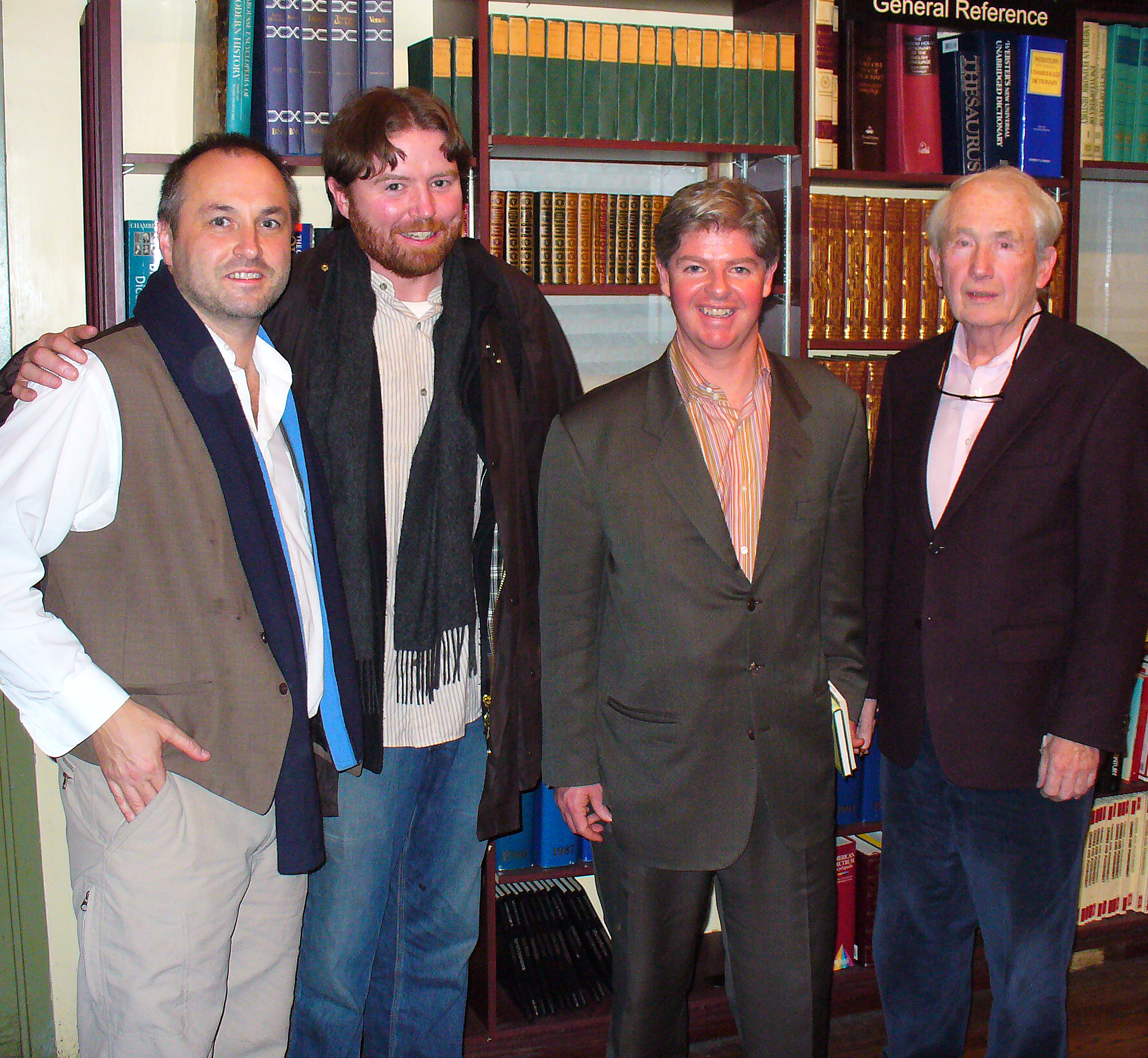
McCann, Christy Kelly, Christopher Cahill y Frank McCourt en la librería Housing Works de la ciudad de Nueva York para rendir homenaje al entonces recientemente fallecido poeta irlandés Benedict Kiely.

«Creo que nuestro trabajo, como escritores, es ser épicos. Épicos y pequeños al mismo tiempo. Si vas a ser un escritor de ficción, ¿por qué no asumir algo que signifique algo?», dijo McCann en una entrevista. «Al hacer esto, debes entender que dentro de esa estructura épica es la pequeña historia la que posiblemente sea más importante».
Barack Obama citó a McCann en un ayuntamiento de 2013 en Irlanda del Norte. «"La paz es ciertamente más difícil que la guerra", escribió recientemente el autor irlandés Colum McCann. "Y su constante fragilidad es parte de su belleza. Una bala sólo tiene que ocurrir una vez, pero para que la paz funcione debemos recordar su existencia una y otra vez"».
Edna O'Brien dijo a «By The Book» de The New York Times que elegiría a McCann para escribir la historia de su vida.
El Papa Francisco citó a McCann en el epílogo del libro de mayo de 2022 The Weaving of the World (La Tessitura del Mondo), compartiendo las palabras de McCann de que contar historias es «uno de los medios más poderosos que tenemos para cambiar nuestro mundo» y «nuestra gran democracia», al que todos tenemos acceso, que trasciende fronteras, rompe estereotipos y «nos da acceso al pleno florecimiento del corazón humano».
Bono le dijo a «By The Book» de The New York Times que Apeirogon de McCann era uno de los mejores libros que había leído recientemente, diciendo: «Me encantan los transportes en la línea del tiempo. Disfruto de las vistas tangenciales de un tema central. No solo descubrí la palabra "Apeirogon", redescubrí la murmuración como el símbolo más poderoso de los "tiempos que están cambiando"».

## Vida personal
El 16 de junio de 2009, McCann publicó un recuerdo del Bloomsday en The New York Times de su abuelo fallecido hacía mucho tiempo, a quien sólo vio una vez, y de su reencuentro en las páginas del Ulises de James Joyce. McCann escribió: «El hombre que había conocido sólo una vez se estaba volviendo de carne y hueso a través de las páginas de una ficción».
McCann ha escrito sobre su padre, también periodista. En su ensayo Looking for the Rozziner, publicado por primera vez en la revista Granta, McCann dijo: «Puede que se haya extendido hacia la parodia — por Dios, el hombre podía manejar una pala, al igual que su padre — pero había algo agudo en ello, el deseo de volver a casa, de empujar el cuerpo en una dirección diferente a la de la mente, la necesidad de cansarse junto a él por cualquier pequeña cosa, el deseo del emigrante de echar raíces en el viejo suelo».

## Premios y honores
McCann ha sido honrado con numerosos premios a lo largo de su carrera, incluido el Premio Pushcart, el Premio Rooney, el Premio a la Novela Irlandesa del Año y el Premio Literario en Memoria de la Princesa Grace del Fondo Irlandés de Mónaco 2002, y la revista Esquire lo nombró joven novelista «Mejor y más brillante» en 2003. Es miembro de Aosdána, y fue incluido en el Salón de la Fama de los Premios Literarios Hennessy en 2005, habiendo sido nombrado Nuevo Escritor Irlandés Hennessy 15 años antes.
McCann ganó el Premio Nacional del Libro en 2009, por Let The Great World Spin. Ese año también fue honrado como Chevalier des Arts et Lettres por el gobierno francés. También recibió el Premio Literario del Festival de Deauville: el Premio Ambassador, el Premio inaugural del Club del Libro Medici y fue el ganador absoluto del Premio Grinzane en Italia.
McCann ha hablado en una variedad de eventos notables, incluida la convocatoria académica de primer año del Boston College de 2010, sobre su libro Let the Great World Spin.
En 2010, Let the Great World Spin fue nombrado «Libro del año» de Amazon.com. Además, en 2010, McCann recibió una beca Guggenheim de la John Simon Guggenheim Memorial Foundation. Recibió un premio literario de la Academia Estadounidense de Artes y Letras en 2011 y se convirtió en miembro de pleno derecho en 2014. El 15 de junio de 2011 se anunció que Let the Great World Spin había ganado el Premio Literario Internacional de Dublín 2011, uno de los premios literarios más lucrativos del mundo. Posteriormente, McCann elogió a los compañeros nominados William Trevor y Yiyun Li, sugiriendo que cualquiera de ellos habría sido digno ganador.
En 2012, el Instituto de Tecnología de Dublín otorgó a McCann un título honorífico. En 2013, recibió un título honorífico de Universidad de la Reina de Belfast. Transatlantic fue incluido en la lista larga del Premio Man Booker 2013. En 2016, fue nombrado finalista del Premio The Story por Thirteen Ways of Looking.
El 27 de julio de 2020 volvió a figurar en la lista larga del Premio Man Booker, esta vez por Apeirogon.

## Filantropía

### Narrative 4
En junio de 2012, con Lisa Consiglio y un grupo de otros escritores, educadores y activistas sociales, McCann cofundó Narrative 4, una organización mundial sin fines de lucro, y todavía se desempeña como presidente de la junta. La misión de Narrative 4 es «aprovechar el poder de las historias para equipar y animar a los adultos jóvenes a mejorar sus vidas, sus comunidades y el mundo». «Es como unas Naciones Unidas para jóvenes narradores», dijo McCann: «La idea detrás de esto es que la única democracia verdadera que tenemos es la narración de historias. Atraviesa fronteras, límites, géneros, ricos y pobres; todos tienen una historia que contar».
Después de la masacre de la Escuela Primaria de Sandy Hook en diciembre de 2012, dos profesores de inglés de la escuela secundaria Newtown le escribieron a McCann diciéndole que creían que Let The Great World Spin podría ayudar a sus estudiantes a superar su dolor y trauma. A principios de 2013, McCann envió a los profesores 68 copias de su libro y condujo hasta Newtown para reunirse con los estudiantes. A partir de ahí, Newtown High School participó en un intercambio de historias con 180 estudiantes, así como un intercambio con estudiantes de Crane High School en el lado oeste de Chicago. Uno de los profesores, Lee Keylock (que luego dirigiría el desarrollo curricular para la organización sin fines de lucro), dijo que a través del intercambio de historias «los niños descubren que tienen las mismas esperanzas y temores», sin importar de dónde vengan en el mundo.
McCann ve el intercambio de historias y sus escritos como un bastión de esperanza en un mundo lleno de cinismo. Les dijo a los estudiantes de Newton High School que «tienen que vencer a los cínicos en su propio juego», y ha dicho que iría «con los nudillos» para defender la noción de esperanza.
La base de Narrativa 4 es el intercambio de historias. En este ejercicio, los grupos se dividen en parejas. En las parejas, cada persona le cuenta a la otra una historia sobre sí mismo. Luego vuelven al grupo más grande y cuentan la historia de la otra persona en primera persona, como si les hubiera pasado a ellos. McCann dice que la gente suele decir que no tiene una historia que contar sobre sí misma, pero ese nunca es el caso — cree que todo el mundo tiene una historia que compartir. Una gran cantidad de estudios científicos ha descubierto que el intercambio de historias aumenta la empatía en sus participantes y fomenta las «acciones prosociales».
Narrative 4 trabaja en escuelas y comunidades de todo el mundo, animando a los jóvenes a contar historias. McCann ha dicho: «Siempre quise hacer algo más allá de las palabras en la página. Usar la escritura para involucrarme más en el nivel básico». Narrative 4 tiene oficinas tanto en Nueva York como en Limerick, Irlanda.

### Otras actividades filantrópicas
Además de su participación en Narrative 4, McCann participa activamente en organizaciones benéficas con sede en Nueva York e Irlanda, en particular PEN, el American Ireland Fund, la Biblioteca Pública de Nueva York, Norman Mailer Colony y el centro de escritura creativa de Roddy Doyle, Fighting Words.

### Novelas
- Songdogs, Phoenix, 1995. ISBN 1897580282
- This Side of Brightness, Picador, 1998. ISBN 0312421974
- Dancer, Picador Modern Classics, 2003. ISBN 9781250051790, OCLC 830020868
- Zoli, Random House, 2006. ISBN 1400063728
- Let the Great World Spin, Random House, 2009. ISBN 9781408803226, OCLC 893296551
- TransAtlantic, Random House, 2013. ISBN 9781400069590, OCLC 852653036
- Apeirogon, Random House, 2020. ISBN 9781400069606
- Twist, Random House, expected 2025.[88]

### Ficción corta
Colecciones
- Fishing the Sloe-black River. London: Phoenix House. 1994. ISBN 9780312423384. OCLC 54798875.
- Everything in this Country Must, Picador, 2000. ISBN 0312273185ISBN 0312273185
- Thirteen Ways of Looking. New York: Random House, 2015. ISBN 9780812996722ISBN 9780812996722, OCLC 966414193

Antologías
- The Book of Men. Curated by Colum McCann and the editors of Esquire and Narrative 4 (2013)

Historias 
- TransAtlantic (Excerpt from TransAtlantic), The New Yorker (16 April 2012)

### No ficción

#### Libro
American Mother (co-written with Diane Foley), Etruscan Press, expected January 2024

#### Colecciones de ensayos
- Letters to a Young Writer: Some Practical and Philosophical Advice. Harper Collins, 2017. ISBN 9780399590801.[91]

#### Cuentos
- His Life Was Too Boring for a Memoir. So He Wrote Ireland’s.". The New York Times (15 March 2022)
- Til’ Human Voices Wake Us: What If This Virus Can Teach Us to Change Ourselves?". TIME (1 May 2022)
- No Rest For The Wired Alexander (13 April 2022)
- How to be hopeful: Colum McCann on the broken violin that played in a refugee camp" The Guardian (16 March 2019)
- The school without a skyline The Independent (23 July 2017)
- So you want to be a writer? Essential tips for aspiring novelists" The Guardian (13 May 2017)
- Irish Author Colum McCann Tackles a Bottle of Hibiki Japanese Harmony Whisky" The Wall Street Journal (28 September 2015)
- Inner Worlds: The Word Shed. The New Yorker (22-29 December 2014)
- "What baseball does to the soul". The New York Times (30 March 2012)
- "My ugly, lovely town - an essay by Colum McCann". The Stinging Fly (Winter 2011–12)
- "Dessert". The New Yorker (12 September 2011)
- "Looking for the Rozziner". Granta Magazine (2011)
- "The word made flesh".  The American Scholar (1 December 2010)
- "But always meeting ourselves". The New York Times (15 June 2009)
- "No place like home". The New York Times (31 December 2006)

## Otras lecturas
- Cardin, Bertrand. Colum McCann's Intertexts: Books Talk to one Another.  Cork University Press, 2016.
- Cusatis, John. Understanding Colum McCann. Columbia: University of South Carolina Press, 2011.
- Dibbell, Jeremy. «Colum McCann: LibraryThing Author Interview». Library Thing. Consultado el 29 de abril de 2014.
- Flannery, Eoin. "The Aesthetics of Redemption."  Irish Academic Press, 2011.
- Ingersoll, Earl G, and Mary C. Ingersoll.  Conversations with Colum McCann. University Press of Mississippi, 2017.
- Miceli, Barbara. “Peace, Freedom and Cooperation through the Atlantic Crossing in Colum McCann’s TransAtlantic” in Susanna Nanni and Sabrina Vellucci (ed.) Circolazione di Persone e di idee.Integrazione ed esclusione tra Europa e Americhe, Bordighera Press, 2019, pp. 53–68.